# John Clark (ator)
John Clark (1 de novembro de 1932) é um ator inglês. Ele também é conhecido como o ex-marido da atriz Lynn Redgrave, com quem foi casado há 33 anos.